# Кит (міфологія)

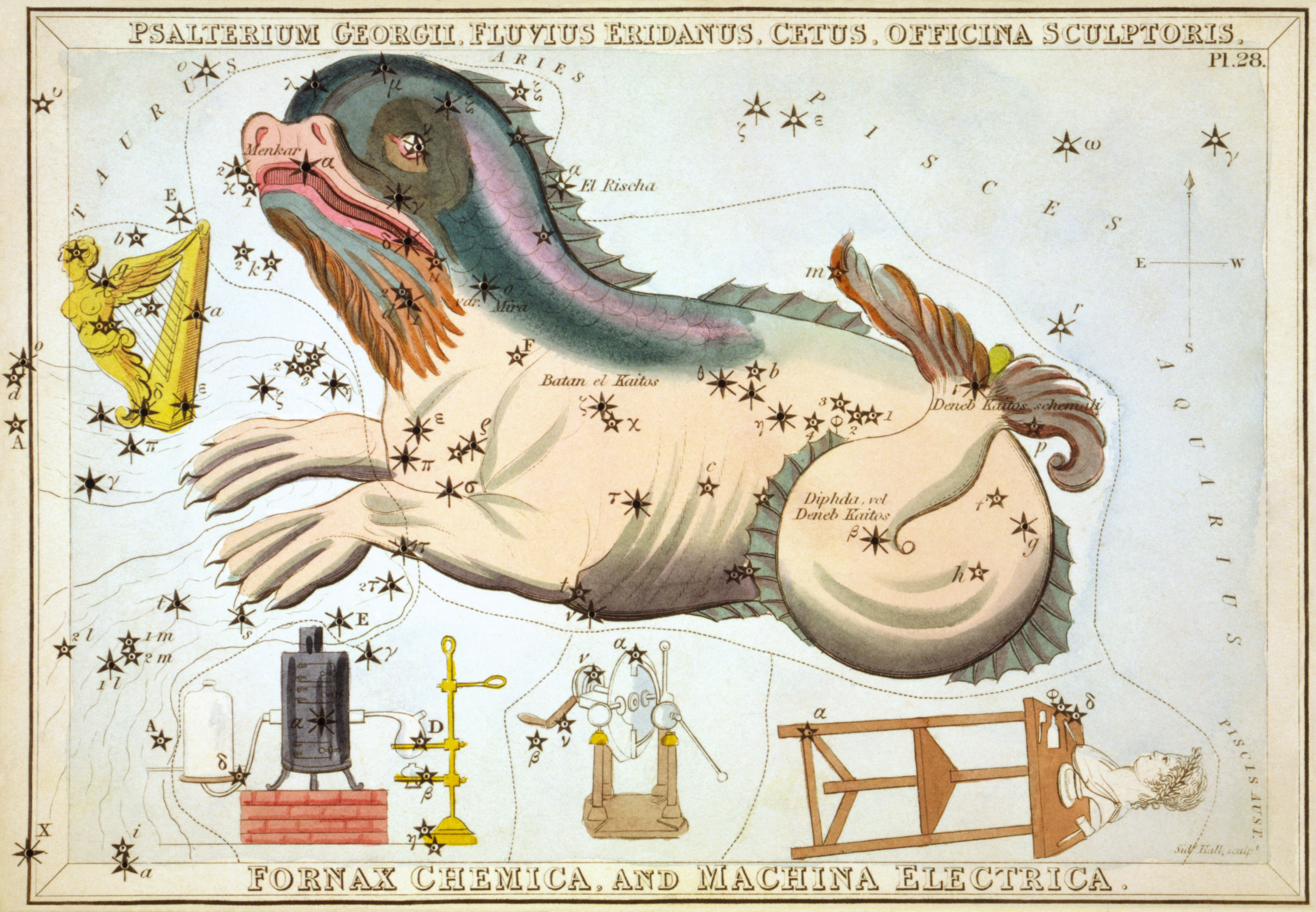
Кит на карті сузір'їв 1825 року

Кит (грец. κῆτος, лат. cetus) — міфічна тварина, морське чудовисько величезних розмірів. Описи міфічного кита варіюються від великої риби до поєднань різних істот. Часто з китами асоціюється Левіафан, морський змій і морські чудовиська античної міфології.

## Кити в міфологіях

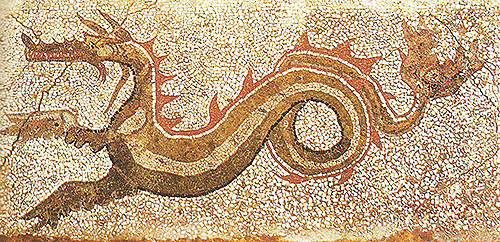
Кит на античній мозаїці

### Антична міфологія
Слово «кит» походить з давньогрецької мови і початково звучало як «кетея» чи «кетос». У давньогрецькому мистецтві китів зображали як змієподібних зубатих риб, часом з передніми лапами. Саме цими істотами вважалися чудовиська, переможені Персеєм при порятунку Андромеди і Гераклом при визволенні Гесіони. Обидва кита були наслані богами як покарання за неповагу царів до богів.
Пліній Старший описував кита як реальну істоту, що водиться в Індійському океані і перевершує за розмірами найбільші кораблі. Дослідник зауважував, що кит має дихала на лобі і здатний вивергати з них струмені води. Велетенські розміри китів Пліній пояснював тим, що море більше за сушу і тому в нього з неба падає більше «насіння життя».

### Слов'янська міфологія
За збереженими переказами, земля стоїть посеред безкрайнього моря на трьох рибах. Одна з них — кит, коли він ворушиться, стаються землетруси. Кит називався батьком чи матір'ю всіх риб. За деякими уявленнями, кит плаває не в воді, а в вогняній ріці чи вогняному морі. У апокрифічній давньоруській «Бесіді трьох святителів» згадується істота кит, на якому стоїть вся земля. З його пащі й ніздрів вивергається полум'я, коли кит заворушиться, настане кінець світу і все загине у вогні. Згідно іншої наведеної там версії, світ стоїть на трьох великих і тридцяти менших рибах китах. У працях візантійця Мефодія Татарського, які поширилися на Русі, говориться, що кити закривають своїми тілами джерела. Всесвітній потоп стався через те, що кити за наказом Бога відпливли від джерел, вивільнивши води.
За казками відомий образ істоти Чудо-юдо риба-кит. Вона може проковтувати героїв під час їхніх подорожей, або лягати через море на подобу мосту.

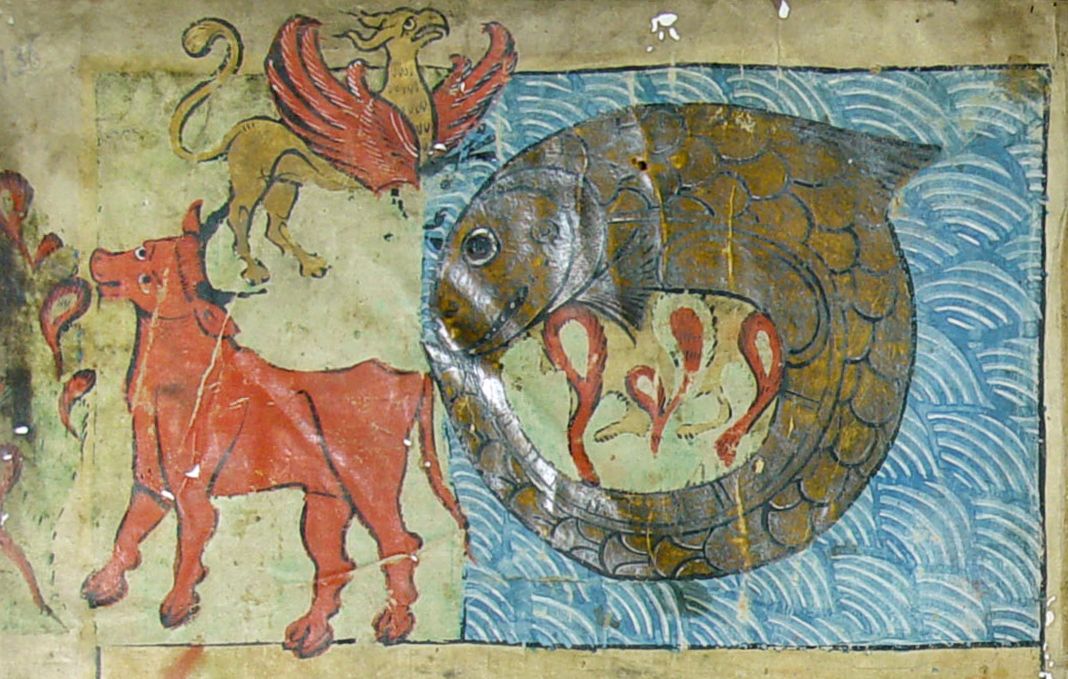
Кит як велетенська риба на ілюстрації XIII ст.

### Середньовічна європейська міфологія
На відміну від античності, в середньовічній Європі кити вже описувалися як істоти, створені Богом поряд з іншими тваринами.
Найвідоміші описи китів у середньовічній літературі містяться в скандинавських і ісландських джерелах, зокрема «Королівському дзеркалі», створеному приблизно в середині XIII століття. Там доволі точно описуються різні реальні види китів, зокрема косаток і гренландського кита. Щоправда, в творі вони відносяться до риб. При цьому згадуються і фантастичні кит-кінь, кит-свиня, що надзвичайно люті та топлять кораблі, як тільки їх побачать, та до того ж неїстівні. Існують і добрі кити, які рятують людей у шторми чи заганяють рибу в сіті. За ісландськими повір'ями, кита не можна згадувати в морі. Інакше він тут же з'явиться і нападе на судно.
Фламандець Тома Каптимпреський у XIII сторіччі писав, що кит такий великий, що його можна сплутати з островом, коли він підіймається на поверхню. Мовляв, необачні моряки висаджуються на нього і коли розводять на тілі страховища вогнища, воно опускається в море, топлячи моряків. Він же писав, що кит приманює рибу, якою харчується, ароматом, який випускає з пащі. Цей мотив зустрічається і в арабських «Тисячі й одній ночі».
Конрад Геснер, що жив в Цюриху в XVI сторіччі, опублікував «Історію тварин», де крім реальних істот описував за описами інших авторів і фантастичних китів. Деяким на ілюстраціях він надав хижого і страхітливого вигляду. Так, дихала на голові кита зображені як труби, зуби не поміщаються в пащі і стирчать з неї, на шиї міститься грива, є кущасті брови, котрі надають злого суворого погляду.

## Символіка кита

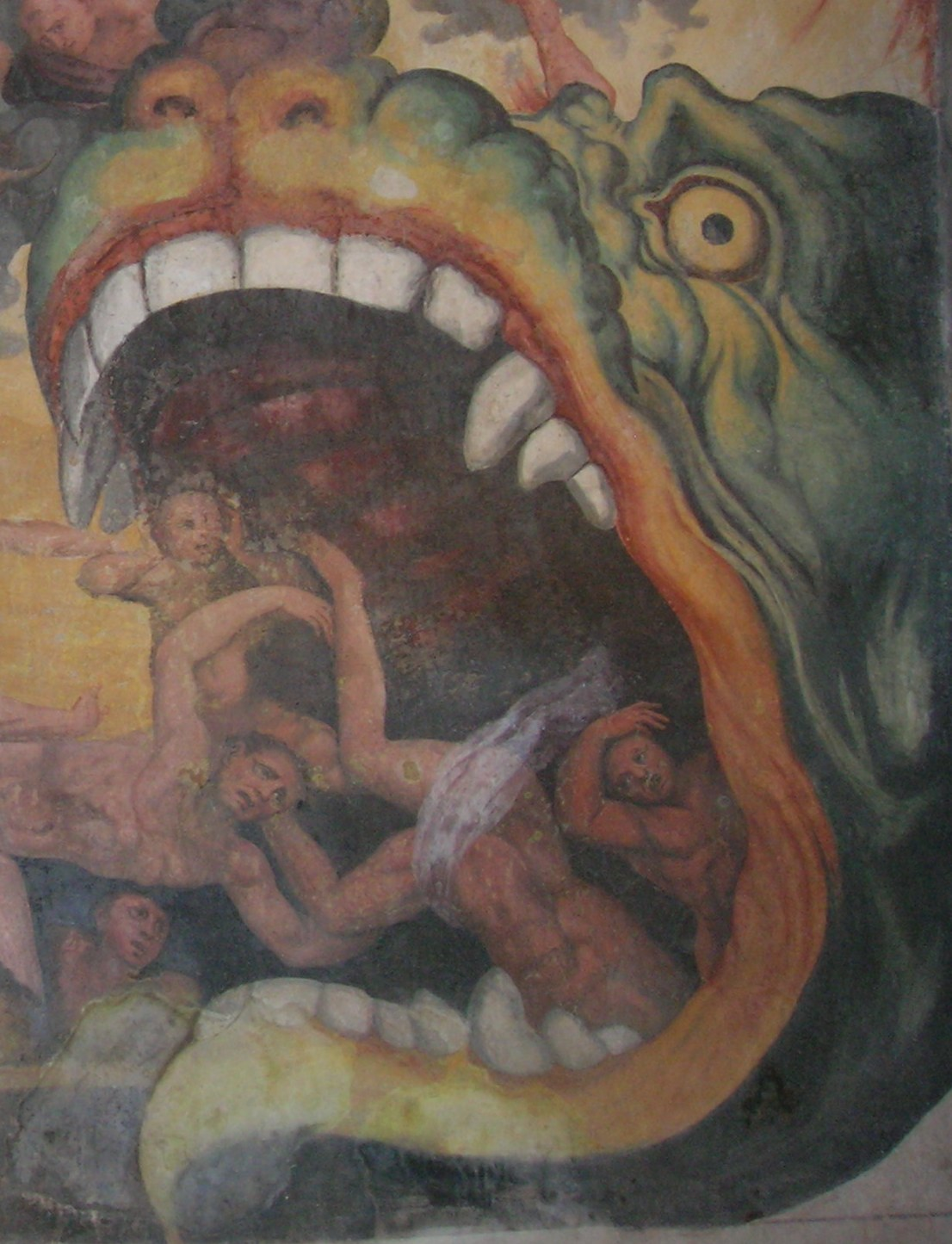
Левіафан пожирає грішників на Страшному суді. Фреска Джіакомо Россігноло, XVI ст.

У християнській символіці кит постає символом самого диявола і алегорією загибелі необережної грішної душі. Його паща виступає брамою Пекла, а шлунок — самими Пеклом чи місцем випробувань.
За переказом, пророк Йона був проковтнутий китом за порушення божого наказу навернути жителів Ніневії до праведного життя. Під час морського шляху в Йоппію корабель з пророком був захоплений страшної бурею, і мореплавці в страху кинули жереб, щоб дізнатися, за чиї гріхи вони накликали на себе гнів Божий. Жереб упав на Йону, який зізнався у своєму гріху, був викинутий за борт і проковтнутий величезною рибою, створеною Богом саме для його покарання. Пробувши три дні в череві істоти, Йона був вивергнутий назад неушкодженим. Ця історія часом трактується як алегорія воскресіння.
У Біблії згадується ще одне морське чудовисько — Левіафан. У Книзі Йова він описаний як могутня горда істота, здатна ламати камінь і залізо. В книзі Ісайї згадується знищення Левіафана Богом. Тут чудовисько постає змієм. У різних трактуваннях Левіафан описується то кит, то як морський дракон чи навіть динозавр. Завдяки Томасу Гоббсу Левіафан став символом всепоглинаючої держави.
Фантастичний кит зустрічається в геральдиці як символ риболовецького промислу. В сучасній мові вислів «три кити» означає основу чогось, головні підвалини.